# Bourg-des-Maisons
Bourg-des-Maisons är en kommun i departementet Dordogne i regionen Nouvelle-Aquitaine i sydvästra Frankrike. Kommunen ligger i kantonen Verteillac som tillhör arrondissementet Périgueux. År 2022 hade Bourg-des-Maisons 72 invånare.

## Befolkningsutveckling
Antalet invånare i kommunen Bourg-des-Maisons
Referens:INSEE